# Musa splendida
Musa splendida är en enhjärtbladig växtart som beskrevs av Auguste Jean Baptiste Chevalier. Musa splendida ingår i släktet bananer, och familjen bananväxter. Inga underarter finns listade i Catalogue of Life.